# Szandra Zácsik
Szandra Zácsik, née le 22 avril 1990 à Komárno, Slovaquie, est une handballeuse internationale hongroise, évoluant au poste d'arrière gauche.
Sa cousine, Mónika Kovacsicz, joue aussi en équipe de Hongrie.

## Biographie
Zácsik intégra sa première équipe professionnelle, Váci NKSE, alors qu'elle n'avait que 14 ans. Les clubs de Győr et du FTC Budapest ont remarqué très vite le talent de cette joueuse, mais cette dernière prend finalement le chemin de la capitale hongroise en 2006.
En 2009, Szandra Zácsik remporte sa première médaille internationale, médaille d'argent au championnat d'Europe junior, disputé en Hongrie. 
Cette même année, elle signe un contrat avec le club de la capitale slovène, le RK Krim. Mais en avril 2010, elle décide de retourner dans son ancien club en Hongrie.

## Palmarès

### Club
compétitions internationales
- vainqueur de la coupe d'Europe des vainqueurs de coupe en 2011 et 2012 (avec Ferencváros TC)

compétitions nationales
- championne de Hongrie (NB I.) en 2007 et 2015 (avec Ferencváros TC)
- championne de Slovénie en 2010 (avec RK Krim)
- vainqueur de la coupe de Hongrie en 2017 (avec Ferencváros TC)
- vainqueur de la coupe de Slovénie en 2010 (avec RK Krim)

### Sélection
autres
- finaliste du championnat d'Europe junior en 2009[1]

### Distinctions individuelles
- élue meilleure arrière gauche du championnat d'Europe junior en 2009[2]